# Goyo
Goyo es una película de comedia romántica argentina de 2024, escrita y dirigida por Marcos Carnevale. Narra la historia de amor entre un guía de museo con síndrome de Asperger y una guardia de seguridad que está casada y envuelta en un vínculo tóxico. Está protagonizada por Nicolás Furtado y Nancy Duplaá. La película se estrenó el 27 de junio de 2024 en las salas de cines de Argentina, antes de ser lanzada el 5 de julio de 2024 en Netflix.
La cinta fue anunciada en octubre de 2023 y su rodaje inició ese mes en Buenos Aires bajo la producción de Kuarzo International Films y Leyenda Films.

## Sinopsis
La historia se centra en Goyo, un joven con síndrome de Asperger que trabaja como guía en el Museo Nacional de Bellas Artes. Un día, una nueva compañera llamada Eva se integra al equipo de trabajo en el puesto de guardia de seguridad del museo. A partir de esto, Goyo siente un enamoramiento por ella y la invita a salir, pero pronto descubre que ella está casada. Sin embargo, Eva luego de conocer a Goyo, se da cuenta de que vive en una relación tóxica y con Goyo descubre que existe otra forma de ser amada desde lo sano y simple, lo cual va a llevar a alterar toda la estructura de vida de ambos.

## Reparto
- Nicolás Furtado como Gregorio «Goyo» Villanueva
- Nancy Dupláa como Eva Montero
- Soledad Villamil como Saula Villanueva
- Pablo Rago como Matías «Matute» Villanueva
- Cecilia Roth como Magdalena
- Diego Alonso como Miguel
- Milo Zeus Lis como Tato
- Balthazar Murillo como Cuti
- Mayra Homar como Lucy

## Recepción

### Comentarios de la crítica
La película recibió reseñas favorables por parte de los críticos. Guillermo Courau de La Nación destacó que «Nico Furtado y Nancy Dupláa brillan en esta comedia romántica de Marcos Carnevale». Diego Batlle de Otros cines mencionó que «Goyo resulta uno de sus [Carnevale] films más nobles y eficaces, en especial por la sensibilidad y convicción que aportan sus intérpretes, tanto los protagónicos como los secundarios».

### Premios y nominaciones
| Premio                                 | Fecha del evento            | Categoría                                                                       | Receptor           | Resultado | Ref.   |
| -------------------------------------- | --------------------------- | ------------------------------------------------------------------------------- | ------------------ | --------- | ------ |
| Premios Produ                          | 30 y 31 de octubre del 2024 | Mejor película dramática estrenada en plataforma                                | Goyo               | Nominado  | [ 8 ]  |
| Premios Produ                          | 30 y 31 de octubre del 2024 | Mejor contenido / programa que promueve la diversidad e inclusión: discapacidad | Goyo               | Nominado  | [ 8 ]  |
| Premios Martín Fierro de Cine y Series | 21 de octubre de 2024       | Mejor película de plataforma                                                    | Goyo               | Nominado  | [ 9 ]  |
| Premios Martín Fierro de Cine y Series | 21 de octubre de 2024       | Mejor actriz de drama                                                           | Nancy Duplaá       | Nominada  | [ 9 ]  |
| Premios Martín Fierro de Cine y Series | 21 de octubre de 2024       | Mejor actriz de reparto de drama                                                | Soledad Villamil   | Ganadora  | [ 9 ]  |
| Premios Martín Fierro de Cine y Series | 21 de octubre de 2024       | Mejor actor de reparto de drama                                                 | Pablo Rago         | Ganador   | [ 9 ]  |
| Premios Martín Fierro de Cine y Series | 21 de octubre de 2024       | Mejor dirección de arte                                                         | Graciela Fraguglia | Nominada  | [ 9 ]  |
| Premios Martín Fierro de Cine y Series | 21 de octubre de 2024       | Mejor fotografía                                                                | Horacio Maira      | Nominado  | [ 9 ]  |
| Premios Martín Fierro de Cine y Series | 21 de octubre de 2024       | Mejor edición                                                                   | Alberto Ponce      | Nominado  | [ 9 ]  |
| Premios Martín Fierro de Cine y Series | 21 de octubre de 2024       | Mejor diseño de vestuario                                                       | Mercedes Gallego   | Nominada  | [ 9 ]  |
| Premios Martín Fierro de Cine y Series | 21 de octubre de 2024       | Mejor música original                                                           | Iván Wyszogrod     | Nominado  | [ 9 ]  |
| Premios Martín Fierro Latino           | 22 de noviembre de 2024     | Labor actoral en tv y plataformas                                               | Nicolás Furtado    | Nominado  | [ 10 ] |
| Premios Sur                            | 23 de julio de 2025         | Mejor fotografía                                                                | Horacio Maira      | Nominado  | [ 11 ] |